# Forget-me-not (redballoonのアルバム)
「forget-me-not」（フォゲット・ミー・ノット）は、音楽バンドredballoonの1枚目のインディーズアルバムである。

## 解説
- 「雪のツバサ」でメジャーデビューする前にリリースされたアルバム。また、メジャーデビュー後に再録されたものが数曲ある。

## 収録曲
全作詞/作曲/編曲：redballoon
1. トレジャーハンター
  - 雪のツバサの原曲
2. 襟
3. 夏の日の午後
4. スターライト
5. GIFT
6. 桜
7. your song
8. Color
9. 涙風
10. 援距離恋愛